# Diambars FC
Diambars FC de Saly – senegalski klub piłkarski grający w senegalskiej pierwszej lidze, mający siedzibę w mieście Saly.

## Sukcesy
- I liga[1]:
  - mistrzostwo (1): 2013

- Puchar Senegalu[2]:
  - finał (1): 2021

- Puchar Ligi Senegalskiej[2]:
  - zwycięstwo (2): 2016, 2019

## Występy w afrykańskich pucharach
| Sezon     | Rozgrywki           | Runda   | Kraj         | Klub          | Dom | Wyjazd | Dwumecz      |
| --------- | ------------------- | ------- | ------------ | ------------- | --- | ------ | ------------ |
| 2014      | Liga Mistrzów       | wstępna | Burkina Faso | ASFA Yennenga | 1–0 | 0–1    | 1–1 (k. 2–4) |
| 2021/2022 | Puchar Konfederacji | 1       | Gwinea       | Wakriya AC    | 3–0 | 3–0    | 3–0          |
| 2021/2022 | Puchar Konfederacji | 2       | Nigeria      | Enyimba FC    | 0–1 | 0–3    | 0–4          |

## Stadion
Domowe mecze klub rozgrywa na stadionie o nazwie Stade Fodé Wade w Saly, który może pomieścić 2 000 widzów.

## Reprezentanci kraju grający w klubie od 2007 roku
Stan na styczeń 2023.
| - Alphonse Bâ - Mamadou Gando Bâ - Pathé Ciss - Saliou Ciss - Elimane Cissé - Momo Cissé - Souleymane Cissé - Malèye Diagne - Ablaye Diène - Bamba Dieng - El Hadji Fine Diop - Mignane Diouf - Ibrahima Dramé - Abdoulaye Fall - Birahim Gaye - Emmanuel Gomis - Dame Guèye | - El Hadj Sady Guèye - Idrissa Gueye - Joseph Lopy - El Hadj Mané - Ousmane Mané - Adama Mbengue - Kara Mbodj - Arial Mendy - Nestor Mendy - Papa Alioune Ndiaye - Ousseynou Niang - Abdoulaye Seck - Pape Souaré - Khassim Soumaré - Alhassane Sylla - Ousseynou Thioune - Van Dave Harmon |